# Isola del Giglio (traghetto)
L'Isola del Giglio è traghetto appartenente alla compagnia di navigazione italiana Maregiglio.

## Servizio

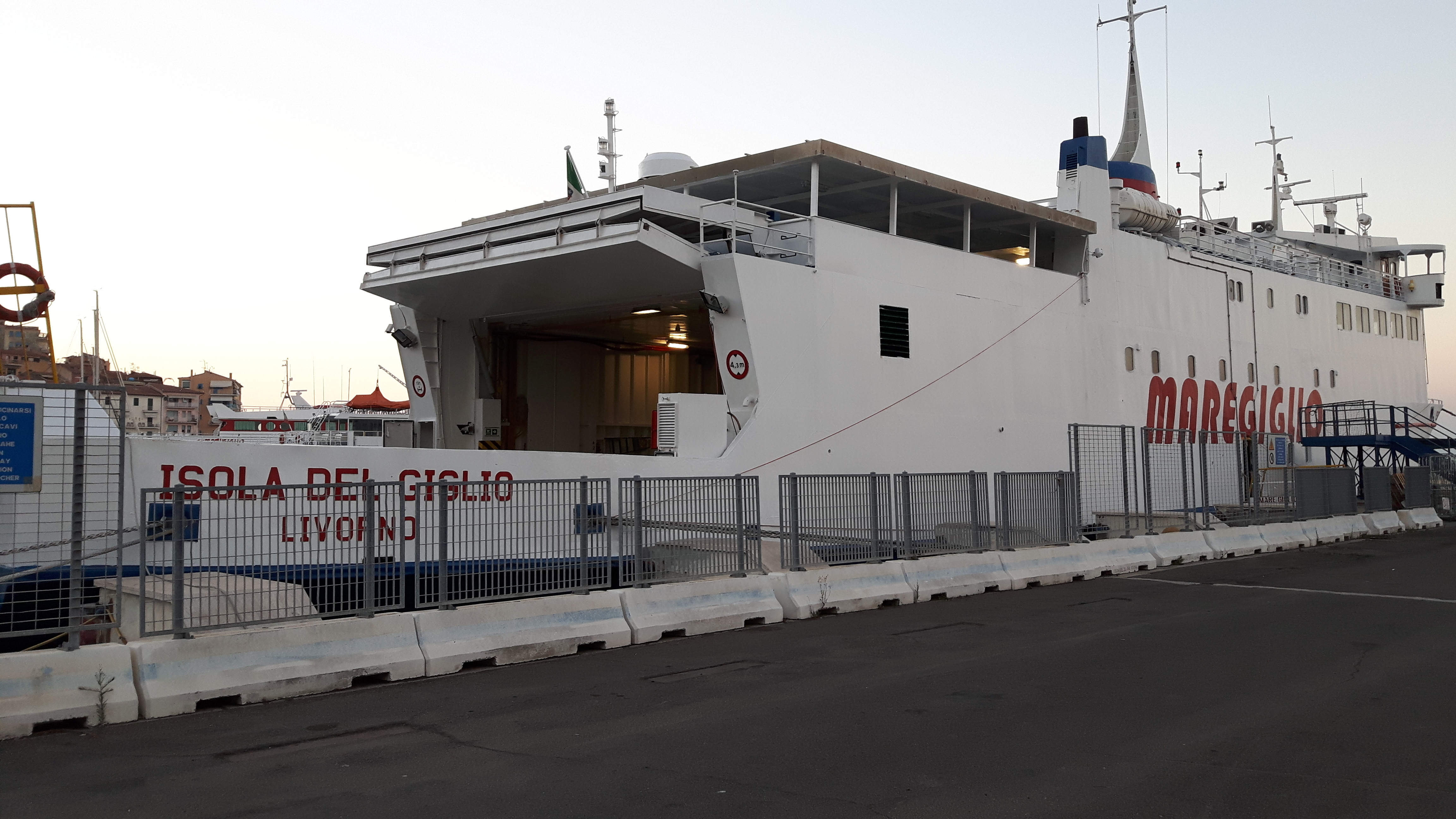
Isola del Giglio ormeggiato al Terminal Traghetti di Porto Santo Stefano

Varato il 6 aprile 1973 nei cantieri navali  Eid Verft A/S di Nordfjordeid con il nome di Stavanger ed allestito negli Smedvik Mek. di Verksted per la Det Stavangerske D/SA/S, alla quale viene consegnato il 12 luglio seguente, prende servizio nello stesso mese sui collegamenti tra Stavanger e Tau, dove opera fino al luglio del 1983.
A luglio 1982 viene venduto alla Finmark Country Shipping e, ribattezzato Porsangerfjord, prende servizio sulla Kåfjord-Honningsvåg.
Nel 1983 viene sottoposto ad alcuni lavori  ammodernamento ai cantieri navali Nord-Statland OG Trønderverfet di Hommelvik.
Nel gennaio del 1992 viene venduto alla danese Dannebrog Rederi A/S e, ribattezzato Lundeborg, prende servizio il 4 aprile sulla Kørsor -Lohans fino al 25 settembre 1994.
Il 30 settembre 1994 viene posto in disarmo nel porto di Svendborg.
Il 2 maggio 1996 viene venduta alla rivale DSB Rederi A/S e ribattezzata Tranekær, tornando in linea sulla Kørsor - Lohans.
Il 1 gennaio 1998 viene ceduto alla SFDS A/S, compagnia per cui opererà fino al 30 agosto dello stesso anno, prima di venire di nuovo disarmato nel porto di Svendborg.
Il 15 dicembre 1999 viene acquistato dalla compagnia italiana Maregiglio e, ribattezzato Isola del Giglio, salpa il 17 gennaio da Svendborg per Livorno, dove giunge il 2 febbraio e dove viene sottoposto a lavori di refitting. Successivamente prende servizio nei collegamenti tra Porto Santo Stefano e Giglio Porto in sostituzione dell'anziano Giglio Espresso Secondo
Nel 2012 il traghetto venne impiegato nel trasporto dei passeggeri sopravvissuti al Naufragio della Costa concordia, dal Giglio a Monte Argentario.

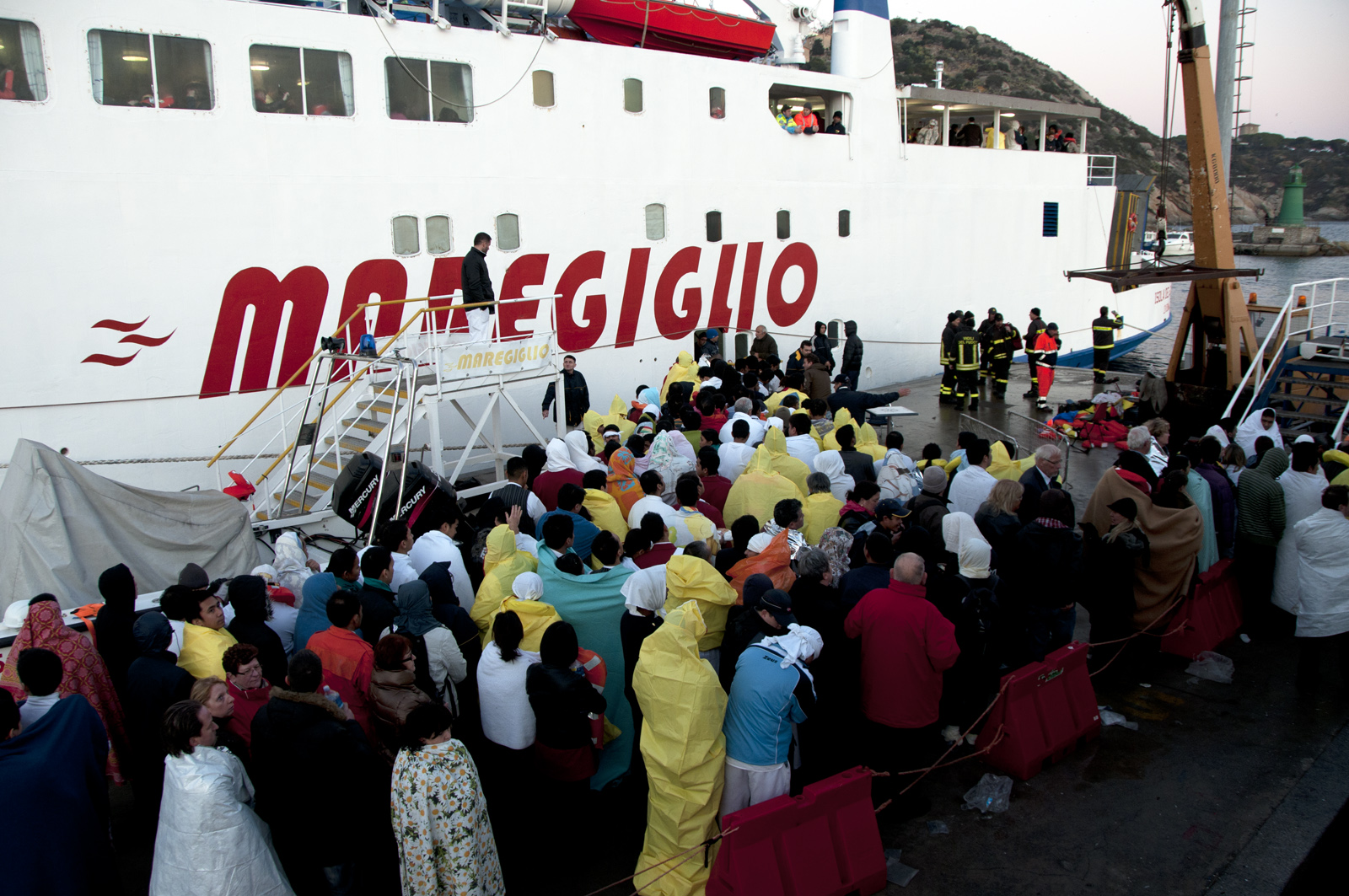
Passeggeri della Costa Concordia evacuati dal traghetto Isola del Giglio

Ogni anno effettua regolarmente un periodo di disarmo nel porto di Livorno, dove viene sottoposta ad ordinaria manutenzione.